# Nazario Escoto
Nazario Escoto (* León, Nicaragua) war 1855 Präsident von Nicaragua.

## Leben
1850 stellte José Trinidad Muñoz Fernández Julius Fröbel, Nazario Escoto als Eigentümer von weitreichenden Goldminen im Norden von Matagalpa vor. Fröbel berichtete, dass Escoto seine Minen nicht aubeuten konnte, da die Indianer seine Explorationsrechte nicht anerkannten.
Escoto war Rechtsanwalt und Consejal (Abgeordneter) des Partido Democrático. Die Mitglieder dieser liberalen Partei, zu welchen Francisco Castellón Sanabria und Máximo Jerez Tellería gehörten, machten im Mai 1854 einen Aufstand, der sich gegen die Verlegung des Regierungssitzes von León (Nicaragua) nach Granada (Nicaragua) durch Fruto Chamorro Pérez richtete. Am 16. Juni 1854 verkündete Castellón Sanabria ein Dekret, das die Unterstützung der Regierung von Chamorro mit Sitz in Granada verbot. Im Oktober 1854 schloss Francisco Castellón Sanabria einen Contract mit dem US-Militärdienstleister Byron Cole, der die Lieferung von 200 Männern, welche im Juni 1855 von William Walker angeführt wurden, festlegte.
Nachdem Castellón Sanabria an Cholera gestorben war, wurde Escoto vorübergehend Präsident des liberalen Nicaraguas.